# Мартин, Роджер (профессор)
Роджер Мартин (англ. Roger Martin, род. 4 августа 1956 года) — декан Школы менеджмента Ротмана при Торонтском Университете в 1998—2013 годах, автор нескольких книг о бизнесе. Роджер Мартин расширил ряд бизнес-концепций, которые используются сегодня, включая интегративное мышление. Несколько ведущих деловых изданий признали его одним из крупнейших бизнес-мыслителей современности. Член ордена Канады.

## Карьера
Роджер Мартин начал свою карьеру в Группе Контроля глобальной консалтинговой фирмы, которая находилась в Кембридже, штат Массачусетс. Он работал там на протяжении 13 лет, стал директором, основал канадский офис и свою учебную группу Monitor University. На протяжении 2 лет он был соруководителем фирмы.
В сентябре 1998 года Роджер Мартин был назначен деканом Школы менеджмента Ротмана. В мае 2011 года он начал свой третий срок в качестве декана, но потом объявил о своей отставке на год раньше, изменения вступили в силу в июне 2013 года.
После ухода с поста декана Школы менеджмента Ротмана, он занял руководящую должность в Институте процветания Мартина, где занялся исследованиями будущего демократического капитализма.
В настоящее время Роджер Мартин работает в корпорации Thomson Reuters, Фонде Сколла и Tennis Canada. Ранее он был директором BlackBerry (ранее Research In Motion) с 2007 года по 25 ноября 2013 года.

## Писательство и опыт ведения бизнеса
Мартин — постоянный колумнист разделов Innovation и Design Channel журнала Businessweek, блога On Leadership издания Washington Post и колонки Judgment Call в Financial Times. Написал 15 статей для журнала Harvard Business Review.
Большая часть недавней работы Роджера Мартина направлена на изучение интегративного мышления, архитектуру бизнеса, корпоративную ответственность и, прежде всего, на исследование роли корпораций в современном обществе. Мартин написал 4 книги: «Вирус ответственности» (2003), «Мышление в стиле „И“» (2009), «Архитектура бизнеса» (2009), «Игра по правилам» (2011) и стал соавтором нескольких книг с Михнеа Молдовеану (англ. Mihnea Moldoveanu) «Будущее МВА» (2008), «Драгоценное мышление» (2009), Джеймсом Милвеем (англ. James Milway) «Канада: какая она есть и какой может быть» (2012) , с бывшим генеральным директором Procter & Gamble Аланом Джорджем Лафли «Игра на победу» (2013), с Салли Осберг «Выходя за рамки лучшего: Как работает социальное предпринимательство» (2015, издана на русском языке).

## Бизнес-идеи
Роджер Мартин сделал два крупнейших интеллектуальных вклада в бизнес-сообщество, работая в сфере интегративного мышления и дизайн-мышления, обе теории он смог создать и развить.
Интегративное мышление — способность балансировать две противоположенные модели, вместо того, чтобы выбирать одну модель в ущерб другой. Такой подход позволяет создать творческое решение, содержащее элементы отдельных моделей, но превосходит каждую из них. Роджер Мартин утверждает, что бизнес-лидеры, которые овладевают интегративным мышлением, обладают способностью внедрять инновации и решать проблемы, стоящие перед их компанией.
Дизайн-мышление уравновешивает аналитическое мышление и интуитивное мышление, что позволяет организации использовать имеющиеся знания и создавать новые. Организация с дизайн-мышлением, получает возможность эффективно продвигать знания от загадки через эвристику к алгоритму. Организация с дизайн-мышлением может достичь прочного и воспроизводимого конкурентного преимущества.
Оба варианта мышления становятся более распространенными в бизнес-среде, в том числе в компаниях Procter&Gamble, Four Seasons, Research In Motion, бизнес-стратегии которых включают в себя дизайн-мышление и интегративное мышление.
В 2004 году Роджер Мартин сотрудничал с кандидатом на пост лидера Консервативной Партии Канады Тони Клементом, работая над идеей пожизненного подоходного налога с целью реформирования системы налогообложения в Канаде.
Одна из последних работ Роджер Мартина сосредоточена вокруг корпоративной ответственности и роли компании в экономической структуре. Мартин настаивает на пересмотре того, как оценивается успех компаний, выступая на смещение акцента со стороны фондового рынка. Он сделал несколько предложений, в том числе касающихся изменений в моделях компенсаций руководителям и новой стратегической направленности, ориентированных на благо клиентов и общества. В одной из своих последних книг, «Игре по правилам», Мартин отмечает, что «Проблема не в том, что Уолл-Стрит нарушает правила в свою пользу, а в том, что сами правила бесполезны», и предлагает в качестве лучшего решения исключить краткосрочные выплаты на основе стоимости акций.

## Личная жизнь
В 2016 году, Мартин стал членом ордена Канады.